# 陈公
陈公（約1235年—约1334年），维扬府人，名不详，明太祖朱元璋的外祖父。
宋朝末年参军投靠大将张世杰，随张世杰扈从宋帝赵昺。1279年春，崖山之戰陆秀夫兵败，张世杰与元兵大战，军溃，士卒多溺死。陈公投海，有幸獲救脱死上岸，粮绝想吃死马，被投降元朝的统领官救上船，送到通州。
陈公回到维扬，不愿再参军，避居盱眙津里镇，从此靠巫术，卖卜和看风水为生。陈公无子，生二女，长女嫁给季氏，次女陈二娘嫁给朱世珍。陈公晚年以季氏长子为后，年九十九卒，墓在盱眙。朱世珍和他二女儿生下儿子朱元璋。1368年朱元璋成为明朝皇帝，朱元璋追封母亲陈二娘为淳皇后。洪武二年，追封外祖父为扬王，外祖母为扬王夫人，立祠太庙东。朱元璋命中书省即墓次立庙，设祠祭署，奉祀一人，守墓户二百一十家，朱元璋自制《扬王行实》，让翰林学士宋濂书写碑文。

## 延伸阅读
[在维基数据编辑]
 《國朝獻徵錄·卷之三》，出自焦竑《國朝獻徵錄》
 《明史卷三百》，出自《明史》